# Romblonella coryae
Romblonella coryae (лат.) — вид мелких муравьёв рода Romblonella из подсемейства Myrmicinae (Formicidae). Назван в честь бывшего филиппинского президента Корасон К. Акино (1933—2009).

## Распространение
Юго-Восточная Азия: остров Палаван, Филиппины.

## Описание
Мелкие муравьи (длина 4—5 мм) желтовато-коричневого цвета. От близких видов отличаются следующими признаками: сверху первый тергит брюшка (IV абдоминальный) продольно бороздчатый с интерстициальными точками; при виде анфас голова длиннее своей ширины; медиально наличник узкий, его ширина равна лобной лопасти; мезосома, если смотреть сбоку, отчётливо темно-оранжевая и коричневая. Голова, булава усиков, мезо- и метаплевра, тазики, ноги, кроме передних голеней, и брюшко темно-коричневые; остальная часть мезосомы, петиоль и постпетиоль темно-оранжевые; мандибулы, остальная часть усиков, передние и средние голени жёлтые. Характеризуется коренастым, твёрдым и компактным телом, толстыми проподеальными шипами, массивными петиолем и постпетиолем, а также брюшком, образованным в основном первым тергитом. Усики — 12-члениковые с 3-члениковой булавой. Нижнечелюстные щупики 5-члениковые, нижнегубные щупики состоят из 3 сегментов. Жвалы треугольные, с 6 зубцами, уменьшающимися в размере от апикального до базального. Голени средних и задних ног без шпор. Стебелёк между грудкой и брюшком состоит из двух члеников: петиолюса и постпетиолюса (последний четко отделен от брюшка), жало развито.

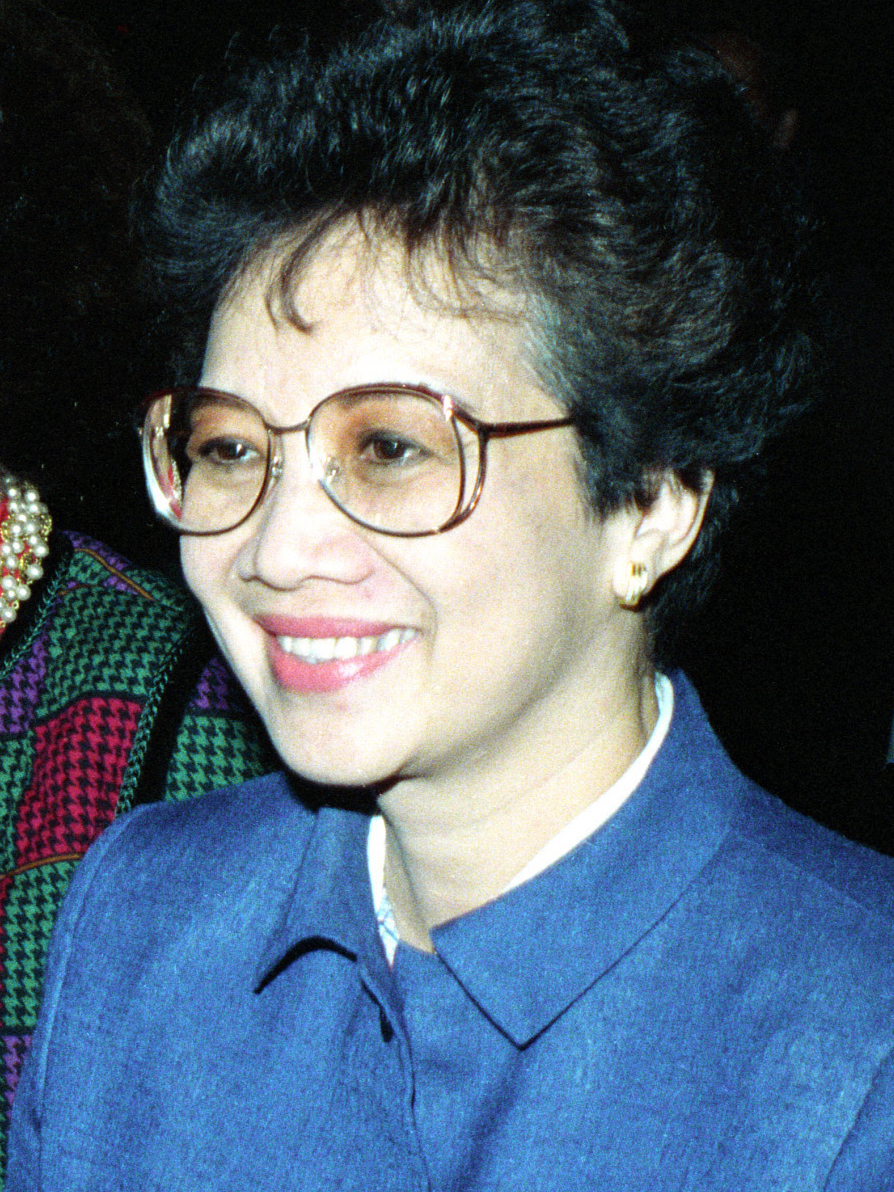
Корасон Акино, в честь которой назван вид

## Систематика и этимология
Вид был впервые описан в 2015 году филиппинскими энтомологами David Emmanuel M. General (University of the Philippines Los Baños Museum of Natural History, Los Baños, Лагуна, Филиппины) и Perry Archival C. Buenavente (National Museum of the Philippines, Эрмита, Манила, Филиппины) в составе рода, который относится к трибе Crematogastrini (ранее в Formicoxenini). Этот вид назван в честь бывшего президента Корасон К. Акино (1933—2009), известной всем филиппинцам под прозвищем «Cory», которая вывела страну из эпохи диктатуры.